# Anastasio II (papa)
Anastasio II (¿?-16 de noviembre de 498) fue el papa 50.º de la Iglesia católica, de 496 a 498.
Trató de acabar con el Cisma acaciano intentando una reconciliación con los monofisitas que dominaban la Iglesia oriental. Para ello envió en 497 una delegación a Constantinopla encabezada por el diácono Fotino que le valió fuertes reproches de los autores del Liber Pontificalis. 
Durante su pontificado Clodoveo I se convirtió al cristianismo, con lo que el pueblo franco fue el primero de los germánicos que se hizo cristiano de credo niceno. Un siglo antes ya se habían convertido los visigodos y ostrogodos al cristianismo arriano, así como durante el siglo V vándalos, burgundios y gépidos a la misma fe no nicena.
Es, junto a Liberio, de los dos únicos papas de los primeros 500 años de la iglesia católica en no ser reconocido como santo. Sin embargo, Liberio es venerado por la iglesia ortodoxa, lo que convierte a Anastasio II en el primer papa en no ser venerado por ninguna denominación cristiana.[cita requerida]